# أحمد عيسى أحمد
أحمد عيسى أحمد هو سياسي مصري ووزير الآثار المصري السابق، منذ مايو 2013 وحتى 8 يوليو 2013.

## حياته
وُلد أحمد في سوهاج عام 1960 وتخرج من كلية الآداب بجامعة أسيوط عام 1982، وهو حاصل على ماجستير في الدراسات الإسلامية من جامعة القاهرة، ثم الدكتوراه من جامعة أسيوط.

## التدرج الوظيفي
- مفتش في قطاع الآثار الإسلامية والقبطية، بهيئة الآثار المصرية منذ عام 1982 حتى 1993.
- مدرس في جامعة جنوب الوادي منذ عام 1993، وأصبح عميداً لكلية الآثار بالجامعة ثم رئيس قسم الاثار الإسلامية عقب تركه لوزارة الاثار.

## وزيراً للآثار
عُين أحمد عيسى أحمد وزيراً للدولة لشؤون الآثار المصرية في حكومة هشام قنديل منذ 7 مايو 2013 وحتى استقالة الحكومة في 8 يوليو 2013.

## وفاته
توفي في يوم الخميس، 25 ديسمبر 2014، في مستشفى عين شمس التخصصي بالقاهرة، وتم دفن جسمانه بمقابر عائلته بسوهاج.